# Sportul în Norvegia

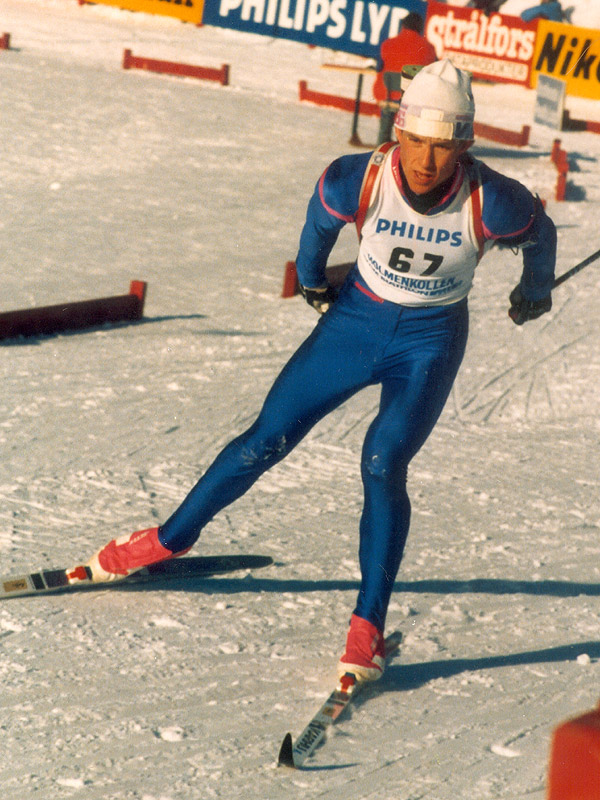
Biatlonistul Eirik Kvalfoss

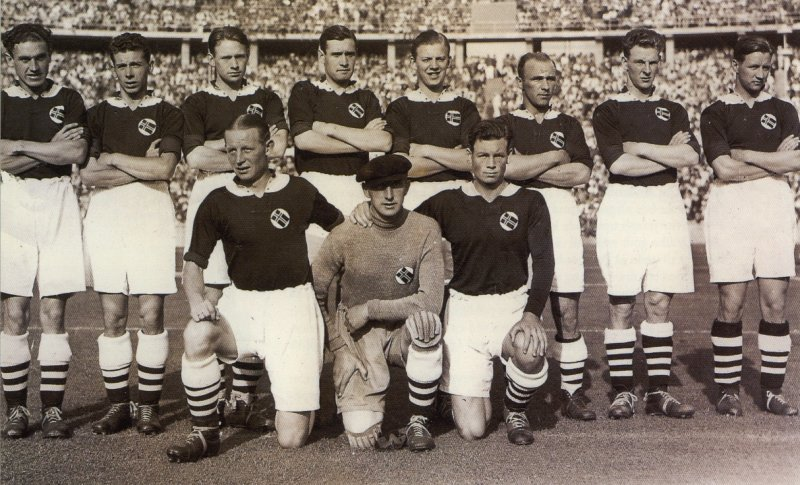
Echipa norvegiană de fotbal «Bronselaget»

Norvegia este o țară în care schiul este cel mai popular sport (se spune chiar, la figurat, că norvegienii s-ar naște cu schiurile pe picioare), urmat de fotbal și handbal.
În Norvegia, se face distincție între sportul organizat și sportul neorganizat. De asemenea, sportul face parte din diversitatea culturală a acestei țări.

## Sportul organizat
Sportul organizat este reglementat de către Asociația Sportului din Norvegia (Norges Idrettsforbund-NIF) și de către diferite asociații sportive naționale. În mare parte, acestea sunt sporturi competitive, care sunt separate de sporturile de elită (toppidrett) și de sporturile pentru toți (breddeidrett). 

## Sportul neorganizat
Sportul neorganizat sunt sporturile printre care se numără gimnastica, alpinismul, ciclismul, surfingul și patinajul.